# Лютик многолистный
Лютик многолистный (лат. Ranunculus polyphyllus)  — вид травянистых растений рода Лютик (Ranunculus) семейства Лютиковые (Ranunculaceae).

## Ботаническое описание
Многолетнее травянистое растение до 100 см высотой. Известна однолетняя жизненная форма. Стебель ветвистый, с супротивными либо мутовчатыми ветвями.
Прикорневые листья небольшие, цельные, по краю крупнозубчатые, шириной 3—6 см. Стеблевые листья сидячие, глубоколопастные, с линейно-ланцетными долями.
Цветки жёлтые. Чашечка и венчик трёхлистные. Чашелистиков и лепестков пять. Цветёт в мае — июне, плодоносит в июне — июле.
Плод  — многоорешек. В неблагоприятные годы в грунте сохраняются жизнеспособные семена..

## Экология и распространение
Обитает на болотах, сырых лугах, лесных полянах, среди зарослей кустарника, по берегам водоёмов.
В России встречается в европейской части. Вне России обитает в Средней Европе.

## Охранный статус
Занесён в Красные книги Самарской области, Пензенской области, Новгородской области, Кемеровской области,
Калужской области, Липецкой области, Московской области, Тульской области, Татарстана, Мордовии,
Марий Эл. Ранее включался в Красные книги Рязанской области и Удмуртии.